# Marco Pagnini
Pour les articles homonymes, voir Pagnini.
Marco Pagnini est un joueur international italien de rink hockey né en 1989. Il évolue, en 2015, au sein du Follonica Hockey.

## Palmarès
En 2015, il participe au championnat du monde de rink hockey en France.

## Référence
1. ↑  (pt) « Plantel » [archive du 5 juillet 2015], sur mundial2015.hoqueipt.com (consulté le 22 juin 2015)
2. ↑  « Composition de l’équipe d’Italie de Rink Hockey », sur mondialvendee2015.com (consulté le 22 juin 2015)